# 한국의 삼국시대 시가
한국의 삼국시대 시가에 대해 설명한다.
삼국은 각기 부족 연맹으로부터 세력을 키워 고대 국가로 성장하였으며, 이 과정에서 자체의 문학을 발전시켰던 것으로 보인다. 삼국이 초창기에는 아직 문화적으로 제의와 밀접히 관련된 원시의 치졸한 단계에 머물러 있던 것이 삼국 시대에 이르러서는 이러한 집단적·제의적 성격을 탈피하여 개인적인 문학예술이 발달을 보게 된 것이다. 향가는 세련된 개인 창작시로서 남북국 시대의 문학을 대표하고 있다. 신라 유리왕 연대에 지어진 〈도솔가〉, 〈회소곡〉 등은 농업 국가를 형성한 신라 민족의 제신적인 성격에서 벗어난 비종교적인 시가이다. 향가는 신라의 삼국 통일 이후 본격적으로 발달한 시가 양식이다. 이것은 특히 경주 지방을 중심으로 한 화랑·승려 등 신라의 중앙 귀족층에 의해서 발달된 것으로 보인다. 따라서 제의적·민요적인 것과는 달리 개인 창작 예술로서 어디까지나 귀족 문학인 것이다. 이 향가의 완성형은 10구체이며, 그 과도기적인 형태로서 4구체와 8구체가 있다. 내용 면에서 보면, 주로 생사(生死) 등 인생의 심각한 문제를 높은 종교적인 차원으로까지 끌어올려 우아한 언어로 표현한 고상한 서정시이다. 현재 전통적인 신라 향가 14수와 균여의 불교찬가로 지어진 11수가 전하고 있다. 신라 말기에 위홍과 대구화상에 의해 향가집 〈삼대목〉이 편찬되었다고는 하나 현재는 전하지 않는다.

## 한시

### 여수장우중문시
神策究天文

 妙算窮地理

 戰勝功旣高

 知足願云止

 신책은 천문을 헤고

 묘산은 지리를 다하네.

 싸움에 이겨 공이 이미 높으니

 족함을 알고 그치기를 바라노라.
여수장우중문시는 고구려 명장 을지문덕이 612년 수나라 장수 우중문에게 지어 보냈다는 5언4구의 고시(古詩)이다. 이 시를 받은 우중문은 피로하고 굶주려 전의를 잃은 군사를 거두어 돌아가니 을지문덕이 이를 추격하여 살수, 곧 지금의 청천강에서 대승했다.

### 치당태평송
大唐開洪業 巍巍皇猷昌

 止戈戎衣定 修文繼百王

 統天崇雨施 理物體含章

 深仁諧日月 撫運邁時康

 幡旗何赫赫 鉦岐何鍠鍠

 外夷違命者 剪覆被天殃

 淳風凝幽顯 遐邇競呈祥

 四時和玉燭 七曜巡萬方

 維嶽降宰輔 維帝任忠良

 五三成一德 昭我唐家皇
치당태평송(致唐太平頌)은 신라 650년에 진덕여왕이 직접 지어 비단에 수를 놓아, 법민을 시켜 당 태종에게 보냈다는 한문 오언시이다. 오언태평송(五言太平頌)으로도 불린다.
이 시는 사대의 예의를 갖추어 당나라의 환심을 사기 위한 아첨 문학(阿諂文學)의 효시이기는 하나, 신라 외교술의 문학적 표현이라 할 수 있다. 그 시풍은 비록 한문이지만 아름답고 풍치가 깃들여 신라 한문학의 수준이 높았음을 짐작할 수 있는데, 《삼국사기》와 중국의 《전당시》(全唐詩)에 수록되어 있다.

### 영고석
逈石直生空 平湖四望通

 巖隈恒灑浪 樹杪鎭搖風

 偃流還淸影 侵霞更上紅

 獨拔群峰外 孤秀白雲中

 형석은 하늘에 곧이 자라고 / 평호는 통하여 사방을 바라보네

 암외는 물결에 언제나 씻기고 / 수초는 바람에 언제나 흔들리네

 잔잔한 물 위에는 그림자 잠기고 / 자욱한 노을 속에 붉은 봉우리

 군봉 밖으로 홀로 빼어나와 / 흰 구름에서 홀로 빼어나구나
영고석(詠孤石)은 고구려의 승려 정법사(定法師)의 작품으로 전한다. 명나라 풍유눌(馮惟訥)이 편찬한 《고시기》(古詩紀)에 실려 있다. 장지연이 엮은 《대동시선》에서 이르기를 "정법사는 고구려의 승인데 일찍이 북주로 들어가서 그곳 표법사(標法師)를 좇았다."라 하였다.

## 가요
우선 백제의 가요를 살펴보면 지리적으로 아늑한 위치에서 생활했으므로 그들의 문화도 찬란했을 것이나 문헌의 유실로 그 모두를 헤아릴 수 없다. 그러나 백제 시가의 일부는 고려·조선을 통하여 궁중가악으로 불리기도 했는데, 《고려사》 악지나 《증보문헌비고》, 《악학궤범》 등의 문헌에 〈선운산가〉, 〈무등산가〉. 〈지리산가〉, 〈정읍사〉 등의 민요를 전하고 있다.
백제인은 온화하고도 치밀하여 음악을 좋아했고, 역대의 왕은 모두 노래를 좋아하여 그 가락이 청신하고 화려했다.
또 신라의 노래는 유리 이사금 때의 〈도솔가〉에서 시작되어 가악적인 형태의 조화를 이루게 되었고 1세기의 〈회소곡〉과 〈돌아악〉, 3세기의 〈사내악〉과 〈물계자가〉, 5세기의 〈우식악〉과 〈치술령곡〉 및 〈대악〉, 6세기 말에서 7세기 초의 〈실혜가〉 〈해론가〉, 〈원사〉 등의 곡명을 전하다가 7세기에 이루어졌다고 전해지는 〈서동요〉에 이르러 비로소 향찰로 정착되었다. 같은 시대에 이루어진 〈혜성가〉, 7세기 중엽에 이루어진 〈풍요〉까지는 민요적인 형태를 보여주면서 삼국 통일기에 위치한 7세기 말에 이르러 향가의 독특한 형태인 사뇌가가 정립되기에 이르렀다.
또 이 향가는 처음에 가요의 성질상 유동 문학으로 존재했을 것이나 향찰이나 표기 수단을 빌어 정착되었을 것이며 그 문학적인 성격도 분명해졌을 것이다.

### 정읍사
정읍사(井邑詞)는 지금까지 남아 전하는 유일한 백제의 노래로서, 한글로 기록되어 전하는 노래 중 가장 오래되었다. 신라 경덕왕 이후 구백제에 유행하던 민간노래인 듯하며, 고려·조선 때 궁중음악으로 쓰였다. 《고려사》악지에, “정읍은 전주의 속현인데 그 현인이 행상을 나가 오래도록 돌아오지 않으매 그 아내가 근처 바위에 올라 바라보며 남편이 밤에 다니다가 해를 입을까 함을 이수에 탁하여 노래하였다 하는 바, 세상에 전하기는 등점망부석이 있다.”라고 기록되어 남편을 기다리는 행상의 아내가 부른 노래라 한다.
〈악학궤범〉에는 이 노래의 가사가 실려 있어 그 원형은 알 수 없어도 소박한 표현 속에 면면한 향토적인 서정과 여심이 깃들여 있음을 알 수 있다.
이 노래는 남편이 오래도록 돌아오지 않음에도 이를 조금도 원망하지 않고 몸이나 편안히 다니시라고 달에게 축원하는 아름다운 여심의 간절한 표현이다. 이 노래에서 달은 곧 천지신명을 뜻하며 이를 향해 여인이 축원하는 것으로 되어 있다. 〈정읍사〉가 음악으로 이렇게 작곡된 것은 고려 충렬왕 때일 것이다.

### 선운산가[2]
| “ | 장사(長沙＝茂長) 사람이 전쟁터에 출정하여 기한이 지나도록 돌아오지 않는지라 그 아내가 남편이 그리워 선운산을 바라보며 노래를 불렀다. (원문: 長沙人征役 過期不至 其妻思之 登禪雲山 望而歌之) | ” |
|   | — 〈선운산가(禪雲山歌)〉, 《고려사》 권 71 |   |

### 무등산가[2]
| “ | 무등산은 광주(백제, 무진주)의 진산(鎭山)이요, 광주는 전라의 큰 읍인데 이 산에 성을 쌓고 백성이 의뢰하여 편안하고 즐겁게 살며 노래를 불렀다. (원문: 無等山 光州之鎭 州在全羅爲巨邑 城此山 民賴而安 樂而歌之) | ” |
|   | — 〈무등산가〉, 《고려사》 권 71 |   |

### 방등산가[2]
| “ | 방등산은 나주의 속현 장성 지경에 있는데, 신라 말에 도적이 크게 일어나 이 산에 웅거하여 양가(良家)의 자녀가 많이 잡혀 갔다. 장일현(長日縣)의 여자가 또한 그 중에 있어 이 노래를 지어 즉시 와서 구원하지 않음을 슬며시 나무랬다 한다. (원문: 方等山在羅州屬縣長城之境 新羅末 盜賊大起 據此山 良家子女 多被擄掠 長日縣之女亦在其中 作此歌 以諷其夫 不卽來求也) | ” |
|   | — 〈방등산가(方等山歌)〉, 《고려사》 권 71 |   |

### 지리산가[2]
| “ | 구례현의 여자가 자색(姿色)이 있으며 지리산에 사는데 집이 비록 가난하되 부도(婦道)를 극진히 하는지라 백제왕이 그 아름다움을 듣고 욕심을 채우려 했으나 이 노래를 지어 죽기를 맹세하고 좇지 않았다. (원문: 求禮縣人之女 有姿色 居智異山 家貧盡婦道 百濟王國其美 欲內之 女作是歌 誓死不從) | ” |
|   | — 〈지리산가〉, 《고려사》 권71 |   |

### 회소곡
회소곡(會蘇曲)은 신라 때의 민간 노래이다.
유리왕 9년(32년)에 6부의 여자를 두 패로 나누어 왕녀 두 사람으로 하여금 각각 한 패씩 거느리게 하여 7월 기망(旣望, 음력 16일)으로부터 길쌈 내기를 시켜 팔월 보름에 이르러 그 성적을 심사하여 진 편이 이긴 편에게 술과 음식을 대접하여 노래와 춤으로 즐기게 하였다 하는데, 그것을 ‘가위’(한국 한자: 嘉俳)라 하였다.
그때에 진 편의 한 여자가 ‘회소(會蘇), 회소(會蘇)’라 하여 그 소리가 매우 슬프고 아름다웠으므로 뒷사람들이 그 소리로 인하여 노래를 지어 불렀는데, 그것이 곧 〈회소곡〉이라는 것이며, 노래 내용은 전하지 않는다. ‘회소’는 지금의 ‘아서라, 말아라’의 뜻인 ‘아소, 마소’의 뜻으로 추측된다.
《삼국사기》 신라본기 제1권 유리 이사금에 그 유래가 기록되어 있다.

### 물계자가
물계자가(勿稽子歌)는 신라의 가요이며, 내해왕(奈解王, ?-230) 20년(215년)경의 군인 물계자(勿稽子, 생몰 연대 미상)의 저작이라 한다.
물계자가 보라(保羅)와 갈화(曷火)의 싸움에서 모두 큰 공을 세웠으나 나라에서는 그의 전공을 알아주지 않았다. 그는 드디어 아내를 하직하고 산에 들어가 이 노래를 지었다 하나, 그 가사는 전하지 않는다.
| “ | … (그는) 머리를 풀어헤치고 거문고를 메고 사비산에 들어가 대나무의 성벽을 슬퍼하고 그것에 기탁하여 노래를 짓고, 흐르는 시냇물 소리에 맞춰 거문고를 타고 곡조를 지으며 은거, 다시 세상에 나오지 않았다. | ” |
|   | — 물계자(勿稽子), 《삼국유사》 권5 물계자 편 |   |

### 우식악
우식악(憂息樂)은 신라의 가요인데, 신라 눌지왕(訥祗王) 2년(418년)에 눌지왕이 지었다 한다.
이는 왕이 일본에 볼모로 잡혀간 내물왕의 왕자 미사흔이 박제상의 수단으로 무사히 돌아온 것을 기뻐하여 지었다 하는데, 가사는 전하지 않는다. 《삼국사기》 권45 박제상전에 이 가요의 유래가 기록되어 있다.

### 달도가
달도가는 신라 때의 가요로서, 지은이와 지은 때는 알려지지 않았다. 신라 소지왕(炤智王) 10년경의 노래이며, 가사는 전하지 않고, 《증보문헌비고》 권106에 그 사실만 기록되어 있음.

### 치술령곡
치술령곡은 신라 가요로서, 지은이와 지은 연대는 알려지지 않았다.
박제상이 미사흔을 구하러 일본에 갔다가 그는 돌아오지 못하고 일본 왕에게 붙들려 참혹하게 살해를 당했다. 박제상의 처가 그 남편이 돌아오지 않자 세 딸을 데리고 치술령에 올라가 여러 날 동안 통곡하다가 마침내 세상을 떠나니 사람들이 이를 슬퍼하여 지어 불렀다 한다. 가사는 전하지 않고, 《문헌비고》에 그 유래와 가요명이 전한다.

### 돌아악
돌아악(突阿樂)은 신라의 가요로서, 탈해왕 때의 작품으로 그 가사는 전하지 않는다.
| “ | ‘突阿’는 곧 ‘돌아’의 차자(借字)라 하여 노래의 첫 부분이 ‘달아 달아’로써 시작한 노래이니 이는 아마 신라 가요 중에 자연을 노래한 최고의 서정가라 할 수 있다. | ” |
|   | — 양주동 |   |

### 실혜가
〈실혜가〉(實兮歌)는 일명 〈피척가〉(被斥歌)라고도 하며, 신라 진평왕 때 실혜가 지었다.
가사는 전하지 않으나 내용은 하사인이던 진제가 참소를 입어 억울하게 귀양살이하게 된 사실과 그의 충성심을 읊은 것이다.
| “ | … 이때 어떤 사람이 실혜에게 말하기를 “그대는 선조 때부터 충성으로써 나라를 위하고 공의 재량도 드러나는데, 지금 영신의 참소를 입은 바 되어 멀리 죽령 밖 황벽한 곳으로 가게 되었으니 또한 원통하지 않은가, 어찌 이 사실을 바른 대로 변명하지 않은가” 하니, 실혜는 대답하기를 “옛날 굴원(屈原)은 결백하고 곧아 초빈으로 귀양을 갔고, 이사(李斯)는 충성을 다했으나 진(秦)의 극형을 받았으므로 영신에 현혹되는 임금과 충성스러운 선비를 배척하는 이유를 알게 되었다. 옛날도 또한 그렇거늘 이를 어찌 슬퍼하랴.”라고 하며 드디어 왕에게 아무 변명도 하지 않고 장가(長歌)를 지어 그 뜻을 전했다. | ” |
|   | — 실혜(實兮), 《삼국사기》 권48 〈실혜전〉 |   |

### 해론가
해론가(奚論歌)는 신라의 가요로서, 신라 진평왕 40년 해론이 백제 군사와 싸우다 큰 공을 세우고 전사하자 그를 조상해 불렀다는 노래이다. 가사는 전하지 않는다.
| “ | … 군사들이 서로 싸움에 임할 때 해론은 모든 장병에게 말하기를, “나의 부친께서 운명하신 곳이 바로 이곳이다. 내 또한 백제 사람과 여기서 싸우게 되었으니 오늘은 나의 죽을 날이다.” 하고 드디어는 홀로 적진으로 뛰어들어 닥치는 대로 적 몇 명을 죽이며 싸우다가 전사했다. 진평왕은 이 말을 듣고 매우 슬퍼하여 눈물을 흘리면서 그 유족에게 후한 상을 내려 구휼했는데, 이때 어떤 사람이 애도의 뜻을 표하는 장가를 지어 조의를 표했다고 한다. | ” |
|   | — 해론(奚論), 《삼국사기》 권47 계론전 |   |

### 양산가
양산가(陽山歌)는 신라의 가요로서. 지은이와 지은 연대는 알려지지 않았다. 신라 태종무열왕 때 김흠운이라는 귀골이 백제 군사와 싸우다가 양산에서 최후를 마치니, 그때 사람들이 이 노래를 지어 서러워했다 한다.

### 운니요
운니요(運泥謠)는 일명 풍요로 알려진 신라의 가요이다. 선덕여왕 때 승려 양지가 영묘사 불상을 조각할 때 흙을 나르던 남녀들이 부른 노래라 함. 현존하는 향가 중 〈혜성가〉 다음으로 오래된 작품이다.
| “ | 온다 온다 온다 온다 서럽더라 서럽도다 이 몸이여, 공덕(功德) 닦으러 온다 | ” |

| “ | 제파(齊罷)하니 당전(堂前)의 석장은 한가롭도다. 가만히 옷을 입고 노압(爐鴨)에 분향하면서 잔경(殘經)을 읽고 나니 남은 일이 없도다. 원만한 소상(塑像)을 만들고 나서 합장하고 보리라. | ” |